# 나카노 미나코
나카노 미나코(中野 美奈子, なかの みなこ, 1979년 12월 14일 - )는 후지TV소속 아나운서로, 가가와현 마루가메시 출신이다. 1999년 미스 게이오로 뽑혔으며, 영어 검정 2급을 가지고 있다. 사진부 출신인만큼 사진을 잘 찍어 아나운서 달력 사진 촬영을 담당하고 있다.

## 경력
- 가가와대학 교육학부 부속 사카이데 초등학교 졸업.
- 동 중학교 졸업. 고등학교 때는 사진부였다.
- 학교 야구부 응원을 하다가 TV취재를 한 적이 있는데, 이 영상은 아나운서가 된 이후로 자료화면으로 자주 인용되었다.
- 1998년 가가와현 마루가메 고등학교 졸업 후 지정교 추천으로 게이오기주쿠 대학교 상학부에 입학했다.
- 1999년, 미스 게이오로 뽑혔다. 대학교 2학년을 마치고 미국 캘리포니아 샌프란시스코로 유학의 길에 올랐다.
- 2002년, 게이오기주쿠 대학교 미디어 커뮤니케이션 연구소 수료.
- 대학 졸업 후, 2002년에 후지TV에 입사.
- 2009년 3월 27일 자로《메자마시TV》를 졸업하고, 《토쿠다네!》의 MC를 담당하게 되었다.
- 2010년 3월 7일에 도쿄에 있는 한 호텔에서 의사와 결혼식을 올렸다.

## 음악활동
- 2003년 12월 3일 : T.N.T / <約束の空>

처음 음반 발매. 오리콘 차트에서는 17위를 기록.
- 2005년 4월 : 미나코 & 류 / <落下傘>

후지TV 공식 홈페이지 한정.
- 2009년 1월 5일 : Early Morning / おいてけぼりのThirty
- 2009년 9월 22일 : Early Morning / かみさまでもえらべない。

## 인물
- 의사 집안에서 태어났다.
- 원래는 기자가 꿈이었으나 아나운서 시험이 먼저 있었기 때문에 아나운서를 선택했다.
- 게이오기주쿠 대학을 선택한 이유는 그 곳에 있는 미디어 커뮤니케이션 연구소 때문이다.
- 좌우명은 <노력은 사람을 배신하지 않는다>.
- 좋아하는 음식은 우동, 영화는 <러브 액츄얼리>, <바람계곡의 나우시카>, <태극기 휘날리며>.
- 시바사키 코우, 리어나도 디캐프리오, 요미우리 자이언츠의 팬이다.
- 1년 선배인 타카시마 아야와 사이가 굉장히 좋다. 사적으로도 자주 놀러다니는데, 여행 준비는 언제나 나카노가 한다.
- 2010년 3월 7일, 4살 연상의 성형외과 의사와 결혼식을 올렸다.

## 같이 보기
후지TV 아나운서
- 다카시마 아야
- 나카무라 히토미
- 히라이 리오